# Selsawet Patschapawa
Der Selsawet Patschapawa, Patschapauski Selsawet (belarussisch Пачапаўскі сельсавет; russisch Почаповский сельсовет) ist eine Verwaltungseinheit im Rajon Baranawitschy in der Breszkaja Woblasz in Belarus. Das Zentrum des Selsawets ist das Dorf Patschapawa. Patschapauski Selsawet umfasst 19 Dörfer und liegt im Nordwesten des Rajons Baranawitschy.